# Justicia mcdowellii
Justicia mcdowellii är en akantusväxtart som beskrevs av Wassh.. Justicia mcdowellii ingår i släktet Justicia och familjen akantusväxter. Inga underarter finns listade i Catalogue of Life.